# مسجد خورشیدلقا خانم
مسجد خورشیدلقا خانم مسجدی در شهر سنندج است. این مسجد که در مجاور عمارت مشیر دیوان این شهر قرار دارد، به سبک مسجدهای شبستانی منطقه کردستان است؛ یعنی دارای یک حیاط با آب نما در ضلع جنوبی است که ایوان ستون دار و شبستانی با چهار ستون چوبی در ضلع شمالی آن قرار دارد. بنا در یک طبقه ساخته شده و درطرفین شبستان اصلی، راهرو با قوس‌های نیم دایره و راه پله مشاهده می شود. 
از ویژگی‌های بارز ساختمان، وجود درهای چوبی با کتیبه چوبی اسلیمی در مدخل ورودی آن است. در ضلع جنوبی تعدادی حجره قرار دارد که به سمت کوچه مشیر باز می شد و در گذشته به عنوان مغازه مورد استفاده بود. وجه تسمیه این مسجد به نام بانی آن یعنی خورشید لقا خانم، باز می گردد. که دستور ساخت آن راداد. از آنجا که در گذشته خانم‌ها کمتر امکان مشرف شدن به مکه معظمه را داشتند، هزنیه سفر خانه خدا را صرف ساختن مساجد می کردند.